# Phlogotettix grimeus
Phlogotettix grimeus är en insektsart som beskrevs av Li och Wang 1998. Phlogotettix grimeus ingår i släktet Phlogotettix och familjen dvärgstritar. Inga underarter finns listade i Catalogue of Life.